# Fabrice Zerah
Fabrice Zerah, né le 29 août 1981 à Paris, est un chef d’entreprise français.

## Biographie

### Enfance
il est issu d’une famille juive séfarade originaire de Tunisie[réf. souhaitée], dont le nom Zerah signifie en hébreu : זֶרַח / זָרַח « Éclat » du soleil. Il grandit à Paris[réf. souhaitée].

### Études
Autodidacte qui évolue dans une famille de scientifiques, son rêve d’intégrer la faculté de médecine se brisera face à de mauvais résultats universitaires. Peu doué pour les études, il décide en 2008 de créer sa propre entreprise dans le domaine de la Radio-identification.

### Carrière
Au tournant de l’année 2010, l’entrepreneur va connaître un succès important en inventant la caisse intelligente pour l’enseigne Décathlon. Elle permet à la grande distribution de réduire le temps d’attente en caisse pour les clients mais aussi la durée des inventaires grâce à la technologie RFID. La relation avec la grande enseigne sportive va s’interrompre, Fabrice Zerah accusant Decathlon (entreprise) d’avoir copié son invention.
En 2022, Ubisolutions rachète la société Page-up spécialisée dans le développement d’applications mobile de traçabilité. Le groupe ubisolutions est composé désormais de plus de 100 salariés et développe un chiffre d’affaires de près de 20 millions d’euros.

### Engagements
En 2018, il publie un livre dans lequel il encourage la jeunesse qui n’a ni diplôme, ni réseaux, à créer son entreprise. Il décrit la France comme un véritable paradis pour les entrepreneurs et vante les qualités d'un système d’aides français qui soutiendrait les entreprises innovantes grâce notamment au Crédit d'impôt recherche.
Très investi sur les questions de sécurité alimentaire, il défend l’idée selon laquelle la technologie RFID — qui permet une très grande traçabilité des produits — pourrait réduire considérablement les scandales alimentaires.
Pendant la pandémie de la covid-19, l'entrepreneur sera très critique devant l'essor du télétravail. Selon lui, il affaiblirait les entreprises et ne rendrait pas plus performants les salariés.
En 2021, il milite aussi pour une plus grande transparence dans les abattoirs afin de limiter la souffrance animal. Avec les abattoirs Sénécal, il développe la vidéosurveillance en continue sur les chaînes d’abattage.  
En 2023, il développe avec le magazine Forbes, Les Rendez-vous de la Tech, une émission visant à sensibiliser le grand public aux enjeux des nouvelles technologies comme le metavers, les NFT, les cryptomonnaies ou encore l'Intelligence Artificielle.

## Publications
- Du chômage à la French Tech, Réussir en France sans diplôme, sans argent, sans réseau, Éd François Bourin, 2018.
- Manifeste pour une nouvelle éthique alimentaire, Auto-édition, 2019
- Tech ou toc ? ChatGPT, métavers, cryptomonnaies, NFT : les nouvelles technologies passées au crible, Éd l'Archipel, 2024